# 호모 에르가스테르
호모 에르가스테르(Homo ergasther)는 동부 아프리카와 남부 아프리카에서 기원전 190만년~120만년의 제3기 플라이스토세 전기에 생존했던 사람속의 고인류이다. 1972년 영국의 인류학자 리처드 리키가 케냐의 루돌프 호수에서 처음 발견하였다.
초창기에는 호모 에렉투스의 아프리카 인종으로 여겨졌으나, 아프리카 호모 에렉투스로 분류된 종 중 초기의 종에서 다소 아시아 호모 에렉투스와는 두개골과 골격에서 다소 다른 점이 발견되어 초기의 종은 별도로 호모 에르가스터로 분류하였다. 현재까지 발견된 기록상 아프리카 밖으로 처음 이주한 인류로 추정되나 이론의 여지는 있다.

## 개요
1972년 리처드 리키, 카모야 키메우 등이 케냐의 루돌프 호수(현 투르카나 호수)에서 발견한 화석들 중 투르카나 소년으로 알려진 남성 소년의 전신골격이 대표적인 화석이다. 13~18세 가량으로 추정되는 남성 소년의 화석은 발 부분을 제외한 전신 골격이 보존되어 있었으며, 이미 당시에 현생인류와 비슷한 키와 체형, 직립보행에 적합한 구조를 지녔음을 입증하고 있다. 그밖에 남아프리카공화국 스테르크폰테인 동굴에서 발견된 텔란트로푸스 화석 중 초기의 화석은 호모 에르가스터로 잠정 분류된다. 여전히 다소의 논란이 있기는 하지만, 현재는 아시아의 호모 에렉투스보다는 호모 에르가스테르가 후기 호미니드인 호모 하이델베르겐시스, 호모 네안데르탈렌시스, 호모 사피엔스 등의 직접적인 조상으로서 폭넓게 인정받고 있다. 즉, 이 종은 현생 인류의 직접적인 조상 계통에 해당한다고 평가받고 있다.
초기에 이들 화석은 호모 에렉투스의 아프리카 인종으로 여겨졌다. 그러나 아시아의 호모 에렉투스와의 두개골 형태나 체형의 차이점을 발견한 학자들은 아프리카의 호모 에렉투스로 분류된 화석들 중의 일부를 1985년 호모 에르가스테르로 재분류하였다. 아틀란트로푸스나 아프리칸트로푸스 등 몇몇 화석을 제외하고는 호모 에르가스테르로 판명되었다.
호모 에르가스테르는 가장 초기 사람속의 일종이며, 호모 에렉투스와는 공통의 조상에서 유래한 것으로 생각되고 있다. 학자에 따라서는 호모 에렉투스의 선조로 보나, 호모 에렉투스와는 수만년간 공존한 것으로 여겨진다. 호모 에르가스테르는 호모 하빌리스의 계통과 약 190만년전에서 180만년 전에 분기된 것으로 생각된다. 호모 에르가스터로 추정되는 화석이 조지아의 드마니시 동굴에서 발견되었다. 이들 화석은 호모 게오르기쿠스라는 다른 종으로 보는 학자들도 있다.
호모 에르가스테르는 호모 하빌리스보다 더욱 진보된 석기를 사용하였으며 아슐 문화기에 살았고, 목소리를 통해 의사소통을 했을 가능성도 있다고 추정된다. 그러나 조지아의 화석은 호모 하빌리스의 석기와 유사한 형태의 석기를 사용하고 있었다.
호모 에르가스테르의 키는 대략 6피트에서 6피트 2인치(180~189cm) 정도로 추정되며, 초기 호모 에르가스테르의 뇌용적은 700-900cc, 후기 호모 에르가스테르의 뇌용적은 900-1100cc이다.

## 조숙한 성장
1972년 케냐의 투르카나 호수의 기원전 156만~160만년의 지층에서 발견된 KNM-WT 15000번, 별명 투르카나 소년의 화석은 손과 발과 발가락을 제외한 전신 골격이 발견되었다. 108개의 뼈조각을 조립한 결과, 거의 완벽한 골격이 복원되었으며 소년의 키는 162cm, 체중은 48kg 가량이고, 뇌 용량은 880cc였다.
발견 당시 투르카나 소년의 나이는 13세~18세 혹은 20대로 추정했으나, 치아의 구조를 다시 조사한 결과 학자들은 투르카나 소년의 나이를 8세에서 11,12세 정도로 보기도 한다. 1993년 알렌 워커(Alan Walker)와 리처드 리키는 알려진 뼈 성숙도를 기준으로 그 소년을 11-12세 정도로 추정했다. 워커와 리키는 치아의 데이터가 종종 사람의 실제 나이보다 더 어린 나이를 제공할 수도 있다며 오류가 있을 것이라고 지적했다. 유니버시티 칼리지 런던(University College London)의 크리스토퍼 딘은 2009년 노바 특집에서 투르카나 소년이 사망 당시 나이가 8살이었다고 추정했다. 이 소년이 성인이 되었을 때까지 생존했다면 180cm 전후의 키였을 것으로 추정한다.
키가 130~150cm에 최소 1m 전후였던 호모 하빌리스에 비해 이들은 170~180cm대에 가까운 키를 갖고 있었다.

## 같이 보기
- 호모 에렉투스
- 호모 게오르기쿠스
- 아틀란트로푸스
- 호모 루돌펜시스